# Anna Němec Sypěnová

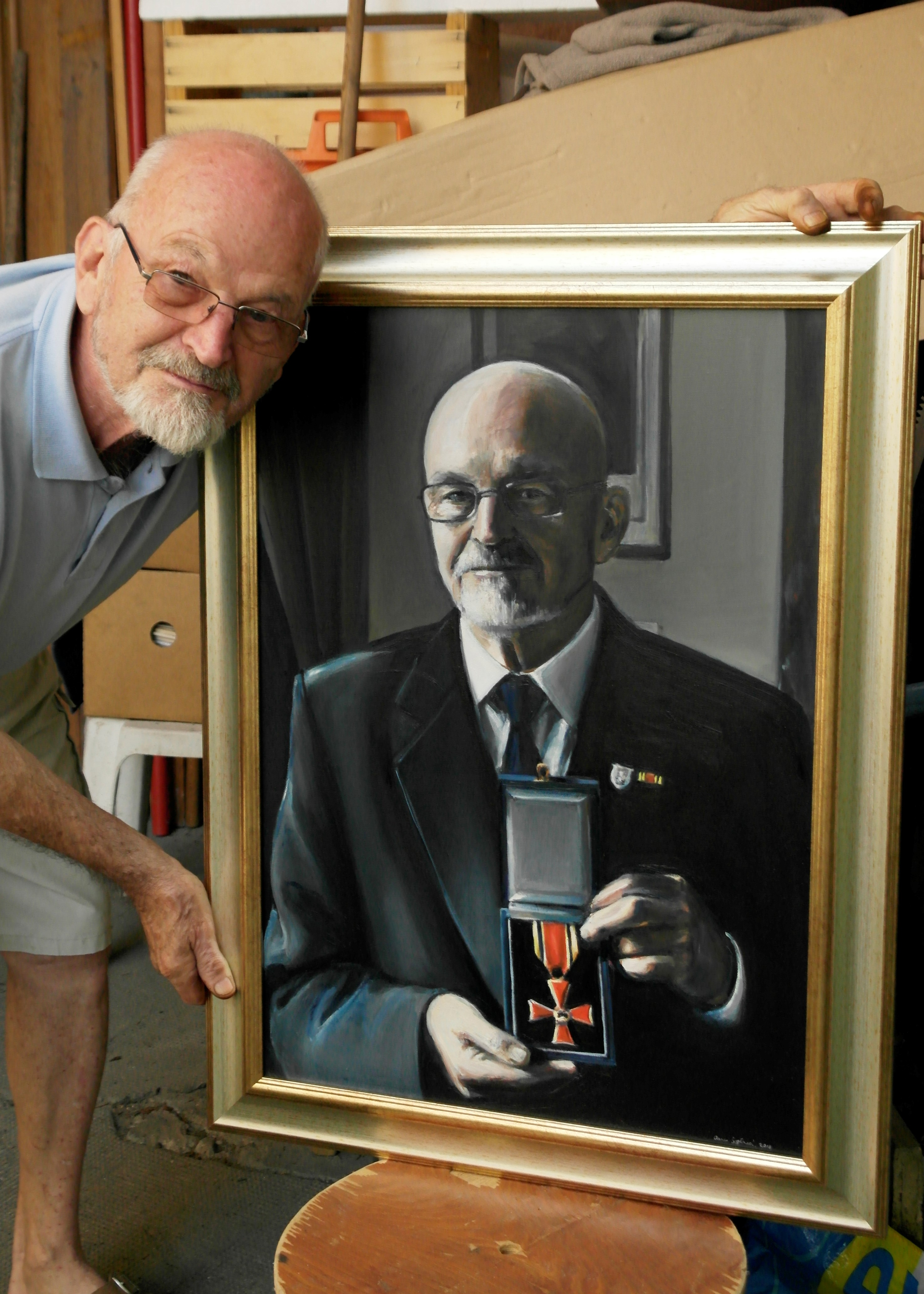
František Hýbl u svého portrétu Anny Němec Sypěnové

Anna Němec Sypěnová (* 1988 Přerov) je česká malířka a učitelka.

## Život a malba
Dětství a mládí prožila v Přerově, kde se na ZUŠ Bedřicha Kozánka začala věnovat malbě. Po studiu užité malby na SUPŠ Uherské Hradiště u ak. mal. M.Maliny, vystudovala malířství na FaVu VUT Brno. Bakalářské studium u ak. mal. T. Lahody a magisterské studium u doc. MgA. V. Artamanova.
Žije v Přerově. Absolvovala přes pět desítek výstav. Její tvorba nese často spirituální motivy, po konverzi často s křesťanským obsahem. Ten se ale snaží předávat moderně. Specializuje se na malbu současných oltářních obrazů, psychologických portrétů. Častým námětem je proměnlivost mysli, kterou zachycuje i motivem mraků.
Přátelila se s Františkem Hýblem, jehož připomínání Masakru na Švédských šancích obdivovala. Jeho knihu na toto téma doprovodila ilustracemi a namalovala jeho portrét.

## Hudba
Zpívala v uskupení Šácholán, ve kterém působila s Jakubem Čermákem a Martinem Kučerou.

## Studijní pobyty
- 2013 - Akademie für Bildende Kunst, Mainz (Prof. Anne Berning)
- 2009 - Naravoslovnotehniška fakulteta, Ljubljana (Prof. Marija Jenko)

## Sympozia
- 2022 - Výtvarné lázně a plenér na Farmstudiu - účast na organizaci akce
- 2018 - Picasso puppils, umělecká rezidence Vrbovce, Slovensko
- 2017 - Barevný Benedikt, Most
- 2016 - Hradišťský plenér

## Galerie

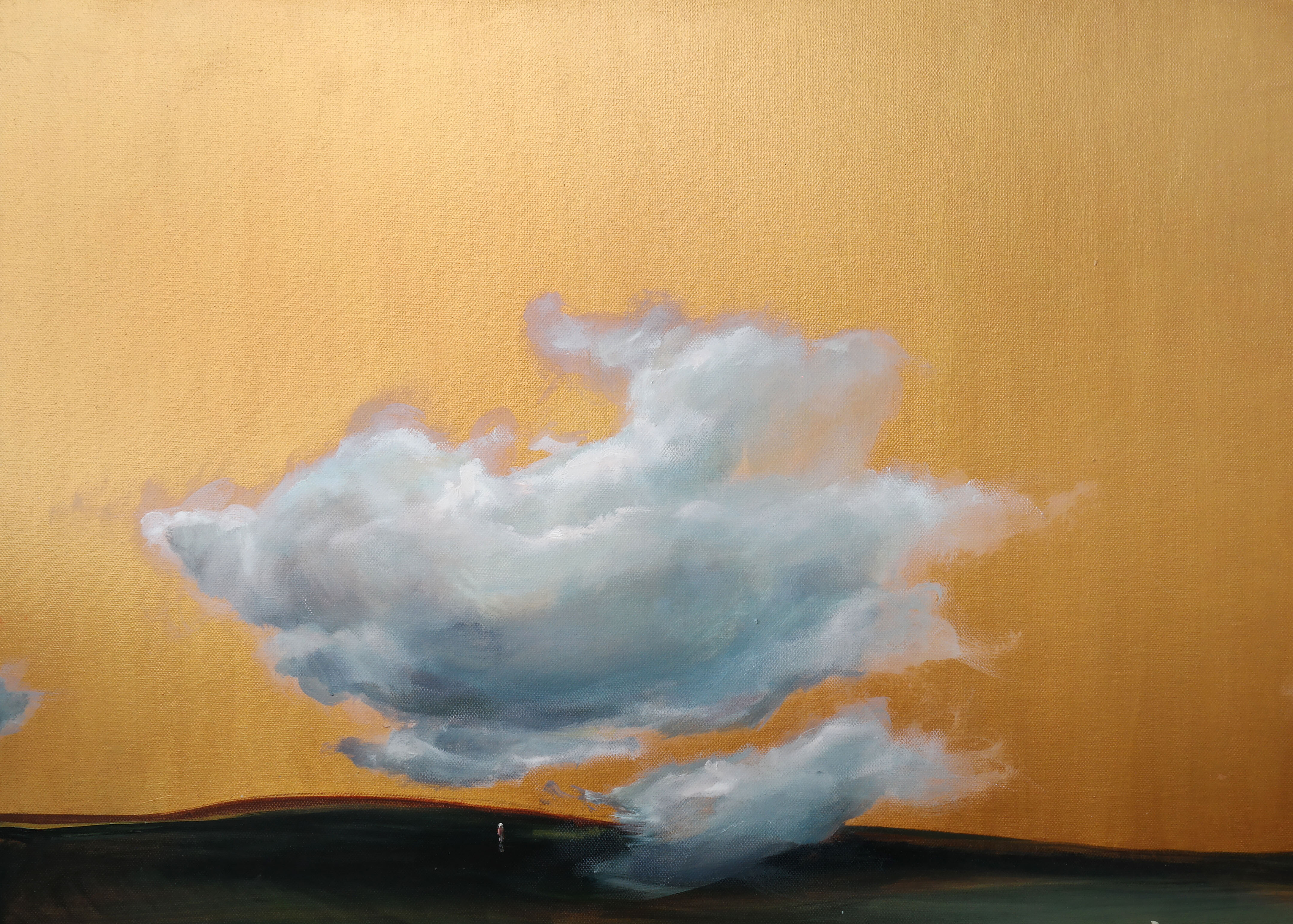
Mojžíš - 2019
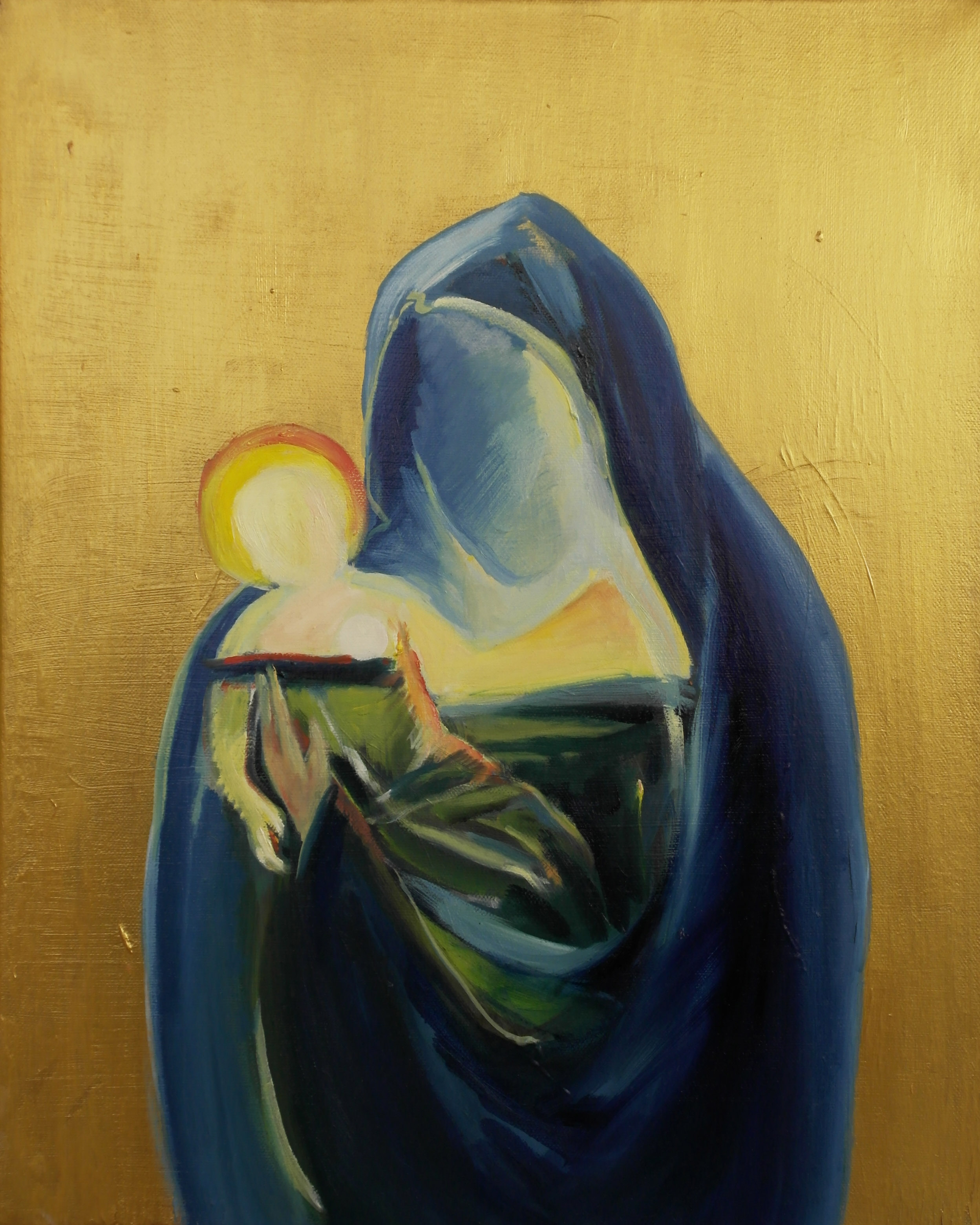
Madoona - 2021
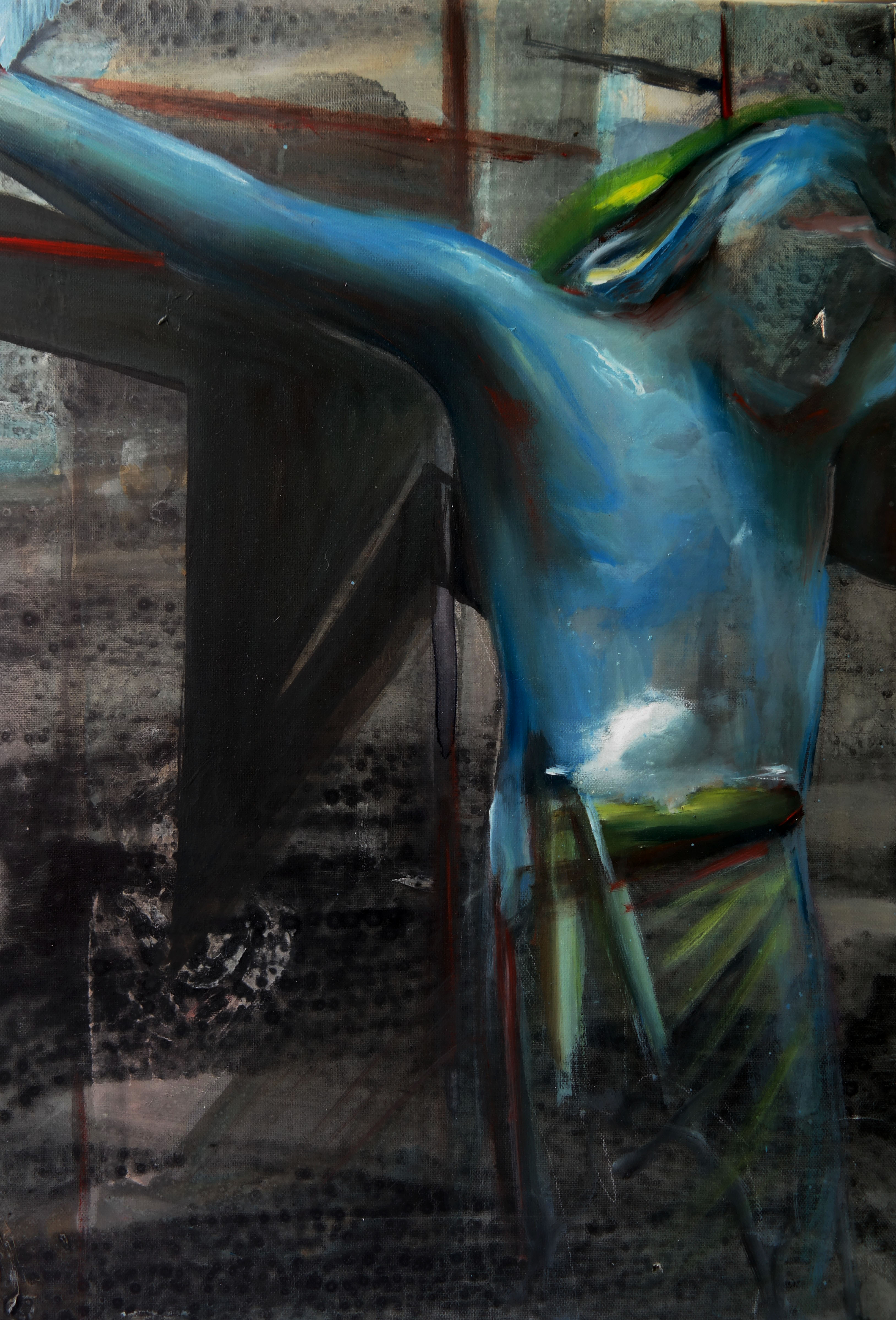
3nebe v těle - 2021
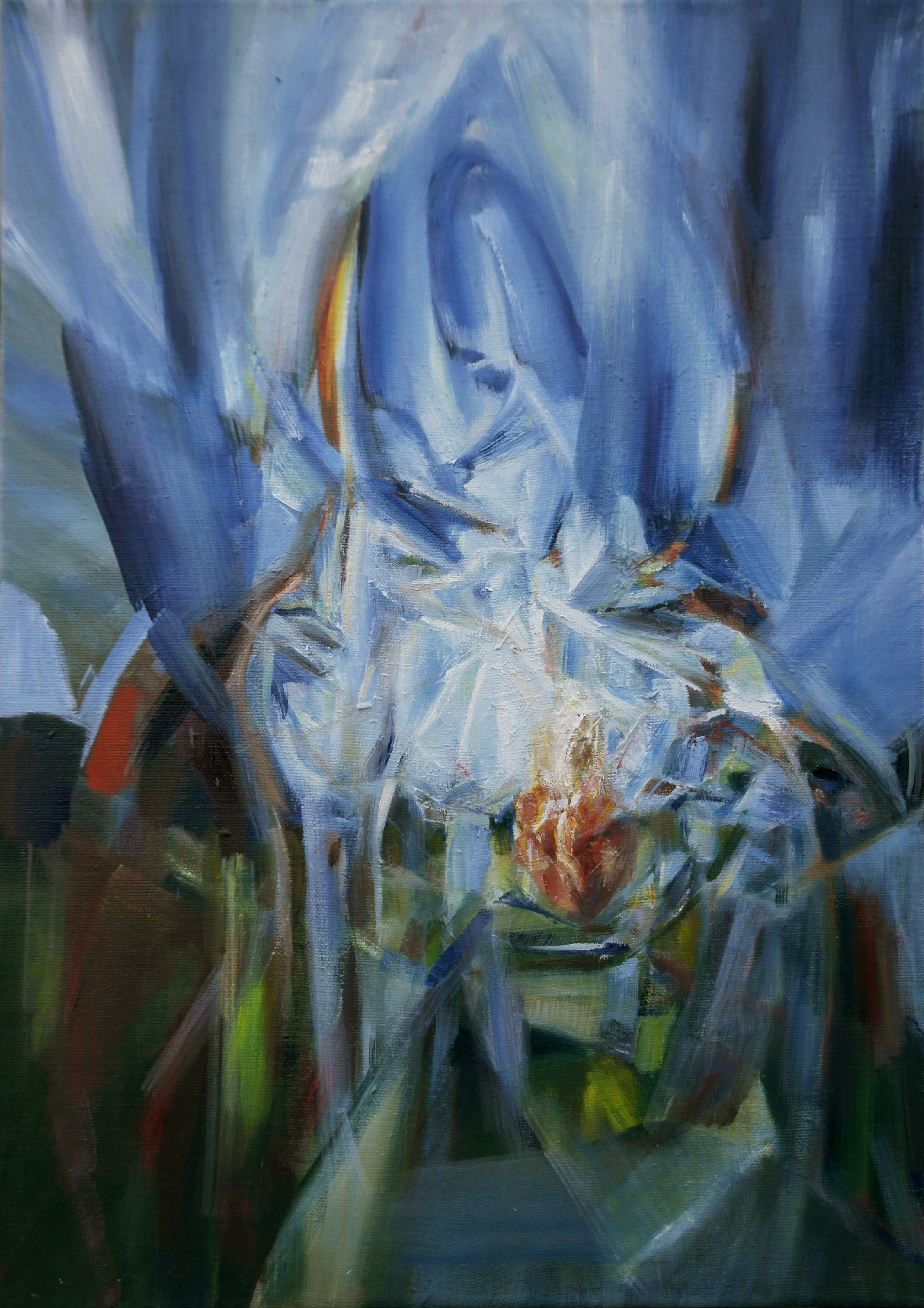
Krystal kristovství 2019
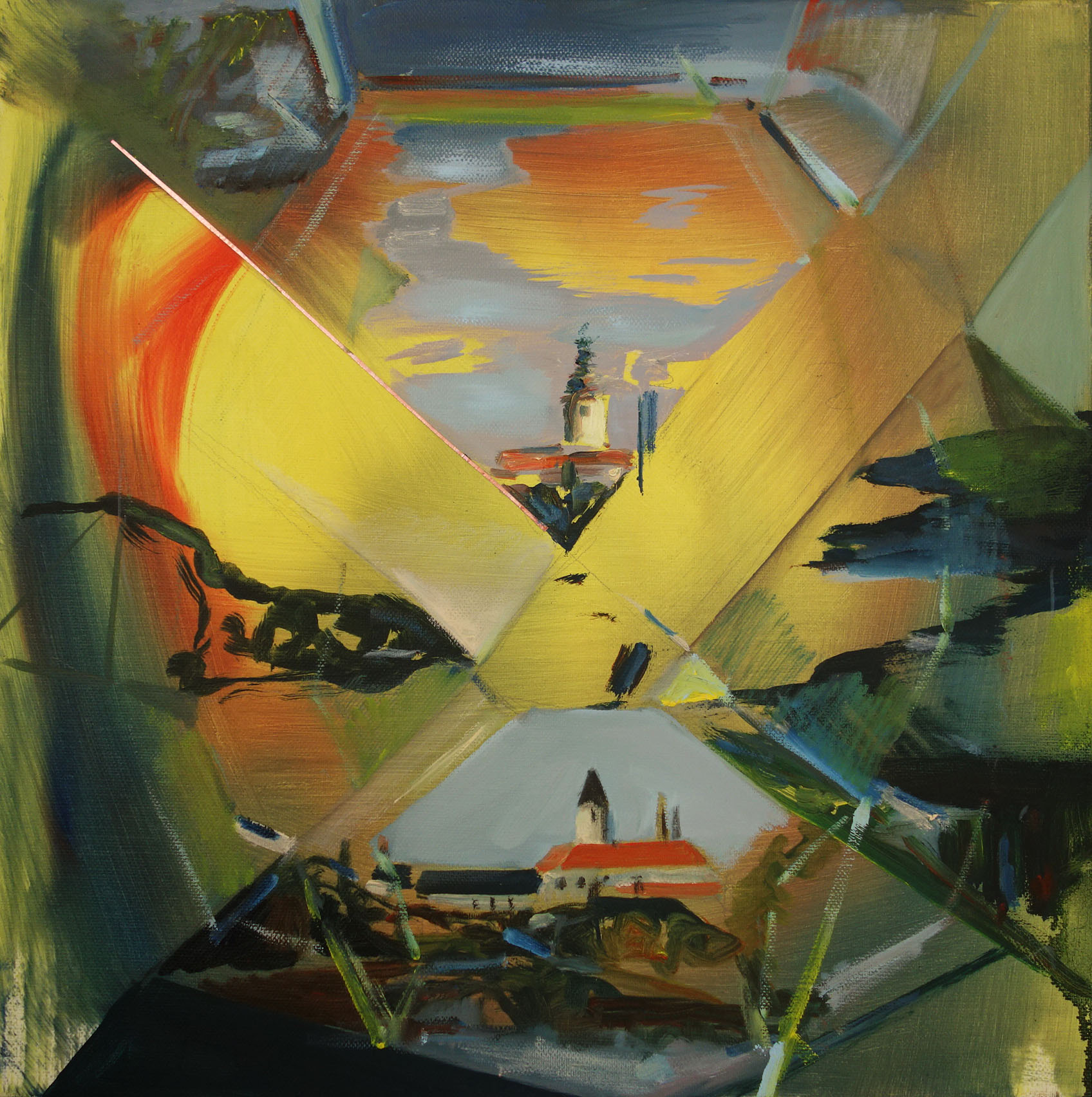
Drahokam Přerov

### Ilustrace v publikacích
HÝBL, František. Krvavá noc na Švédských šancích nedaleko Přerova 18. a 19. června 1945. 1. vyd. Přerov: Statutární město Přerov, 2015. 142 s. ISBN 978-80-906145-0-5.